# Allsång på Skansen
Allsång på Skansen ist eine Mitsingveranstaltung (im Stil des Singalong), die bereits seit 1935 in ihrer Gesangstradition besteht. Seit dem 3. August 1979 überträgt das schwedische Fernsehen die Sendung zur besten Sendezeit live, seit Sommer 1990 dabei jedes Jahr. Bis 1986 erfolgte die Ausstrahlung der Sendung am Freitag, heute läuft die Sendung an den acht Dienstagen nach Mittsommer auf SVT 1 und über das Onlineangebot SVTplay, wobei die Aufzeichnung und zeitgleiche Ausstrahlung auf die Zeit zwischen 20:00 Uhr und 21:00 Uhr MESZ fällt.
Der Name der Sendung setzt sich aus der Art der Sendung (Singalong/Allsång) und dem Veranstaltungsort zusammen, dem Freilichtmuseum Skansen in der schwedischen Hauptstadt Stockholm.

## Ablauf
In dem einstündigen Programm treten verschiedene Künstler und Künstlerinnen auf, um meist ihre neuen Musikstücke zu präsentieren. Zwischen den einzelnen Auftritten werden Allsångklassiker gemeinsam mit dem Publikum gesungen.

## Historie

### Lasse Berghagen (1994–2004)
Lasse Berghagen übernahm 1994 die Moderation und erneuerte die Sendung, wodurch Allsång på Skansen deutlich an Popularität gewinnen konnte. Ein wiederkehrender Gast war Jonas Wahlström, zusammen mit einigen Tieren aus dem Skansen-Aquarium.
Als Berghagen die Moderationstätigkeit aufnahm, hatte die Sendung etwa 600.000 Zuschauer, bis schlussendlich knapp 2.000.000 Zuschauer pro Folge einschalteten.
Auf Berghagen geht auch der populäre Titelsong der Sendung „Stockholm i mitt hjärta“ (Stockholm in meinem Herzen) zurück, der von ihm selbst geschrieben wurde und der bis heute die Sendung Woche für Woche einleitet.

### Måns Zelmerlöw (2011–2013)
Die schwedische Tageszeitung Aftonbladet vermeldete am 23. Februar 2011, dass Anders Lundin, welcher nach Lasse Berghagen 2004 die Moderation übernahm, für eine weitere Staffel nicht zurückkehren würde. Zeitgleich informierte SVT, dass mit Måns Zelmerlöw ein Nachfolger feststand. Der Gastgeberwechsel erfolgte zu einer Zeit, als die Popularität der Sendung drastisch zurückgegangen war und die Zuschauerzahlen deutlich einbrachen.
Mit der finalen Sendung am 13. August 2013 kündigte er seinen Rückzug als Moderator an. Erst am 20. Dezember 2013 wurde bekannt, dass Sängerin Petra Marklund die Moderation für die nächste Staffel übernehmen würde.

### Petra Marklund (2014–2015)
Vor ihrer Zeit als Moderation war Marklund bereits 2011 und 2013 als Künstlerin auf der Bühne zu sehen. Mit ihr stand erstmals eine Frau als Moderatorin für Allsång på Skansen auf der Bühne. Am 26. November 2014 verkündete SVT, dass auch die Staffel im Sommer 2015 von Marklund präsentiert werde. Nach zwei Staffeln kündigte Marklund am 11. August 2015 ihren Rückzug an. Mit Sanna Nielsen als ihre Nachfolge stand die Moderation für die kommende Staffel bereits eine Woche später fest.

### Sanna Nielsen (2016–2022)
Sanna Nielsen erhielt bereits bei ihrem Debüt als Moderation der Staffel 2016 gute Kritiken. Die Popularität hielt weiter an. So erhielt Nielsen vom anwesenden Publikum Standing Ovations, als sie nach ihrer dritter Staffel 2018 bekanntgab, auch weiter für die Sendung als Moderatorin zu fungieren.
Auch Allsång på Skansen litt unter den Folgen der Coronapandemie, wenn auch im geringeren Umfang. Lange war nicht klar, ob eine Ausstrahlung erfolgen kann. Schlussendlich entschied man sich für eine Ausstrahlung, wobei auf ein Publikum vor Ort verzichtet wurde, was damit erstmals nach 85 Jahren der Fall war.
Auch die Staffel im Sommer 2021 stand noch unter den Einschränkungen der Pandemie. Die Zuschaueranzahl wurde dabei begrenzt und die Sitzreihen auseinandergezogen. Zu diesem Zeitpunkt war Nielsen bereits sichtbar schwanger, verkündete dennoch zum Ende der Staffel, dass sie auch 2022 für die Sendung als Moderatorin zur Verfügung stehe. Am 20. Juni 2022 gab SVT bekannt, dass Nielsen nach der Staffel im Jahr 2022 die Moderation der Sendung abgebe, eine Nachfolge stand zu diesem Zeitpunkt noch nicht fest.

### Pernilla Wahlgren (2023–)
Am 25. Oktober 2022 gab SVT bekannt, dass die Sängerin Pernilla Wahlgren als Moderatorin nach dem Ende von Sanna Nielsen folgen wird. Auch 2024 wird Wahlgren die Sendung moderieren.

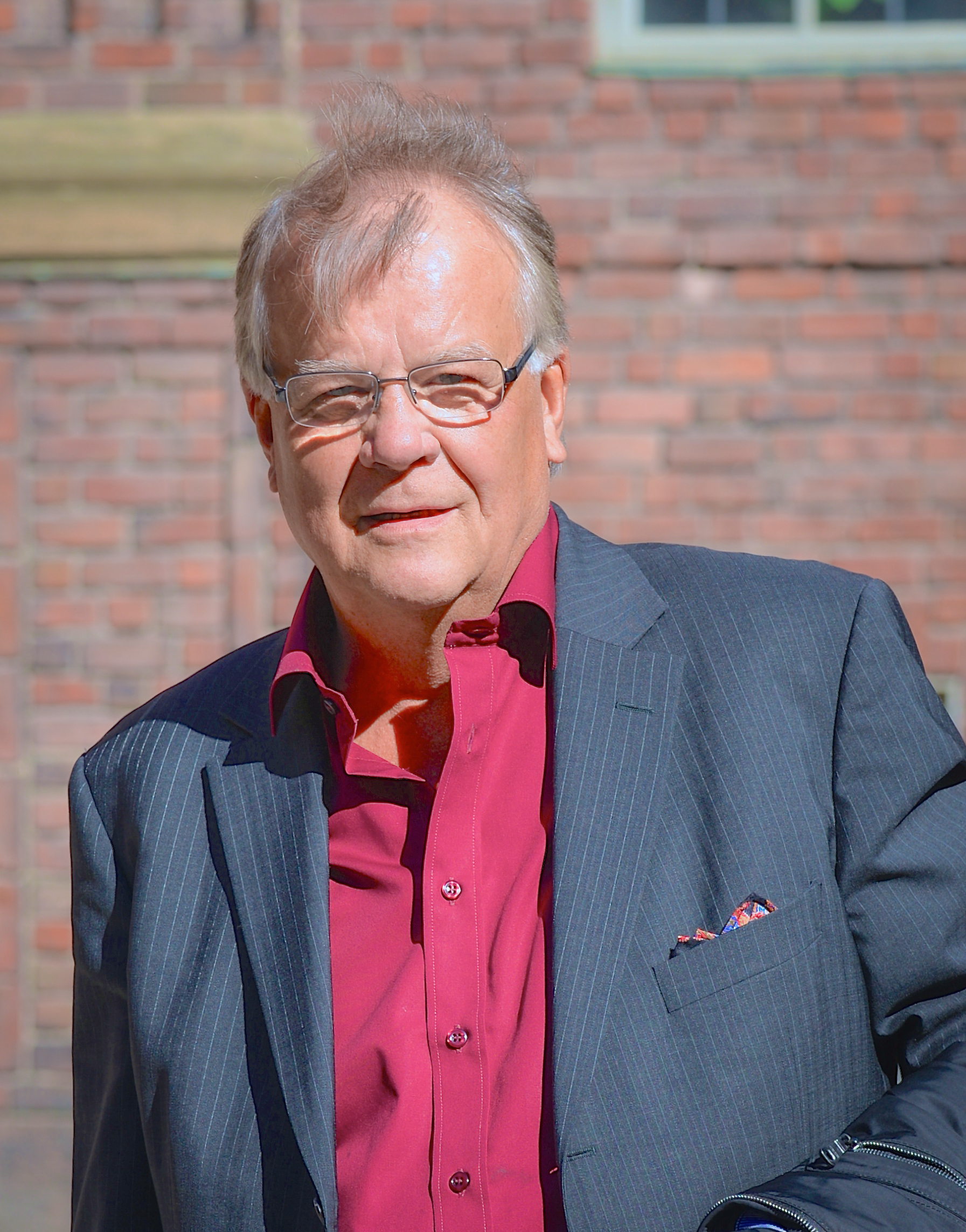
Lasse Berghagen Moderator von 1994 bis 2003, hier im Jahr 2014
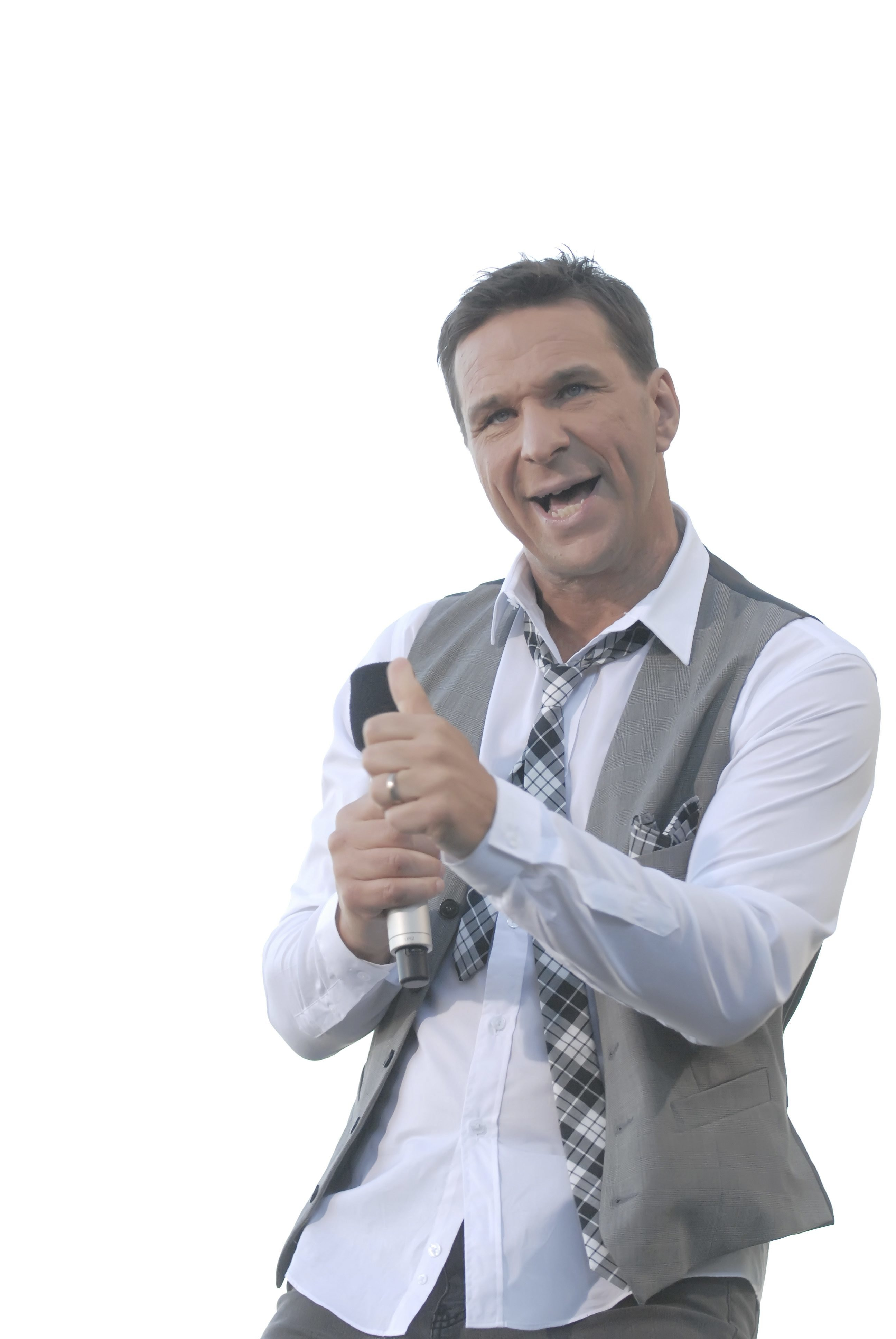
Anders Lundin in Skansen, 2005
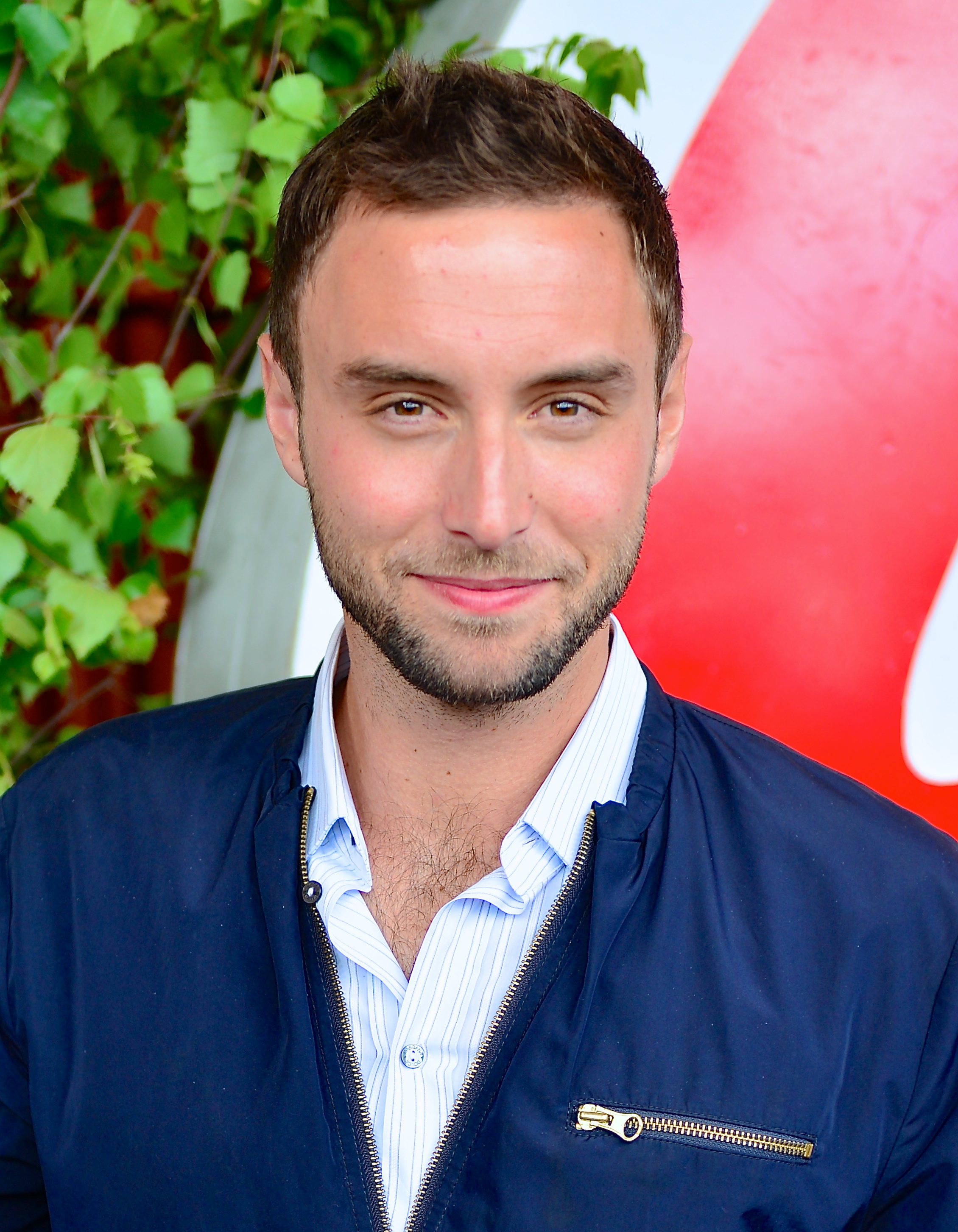
Måns Zelmerlöw in Skansen, am 11. Juni 2013
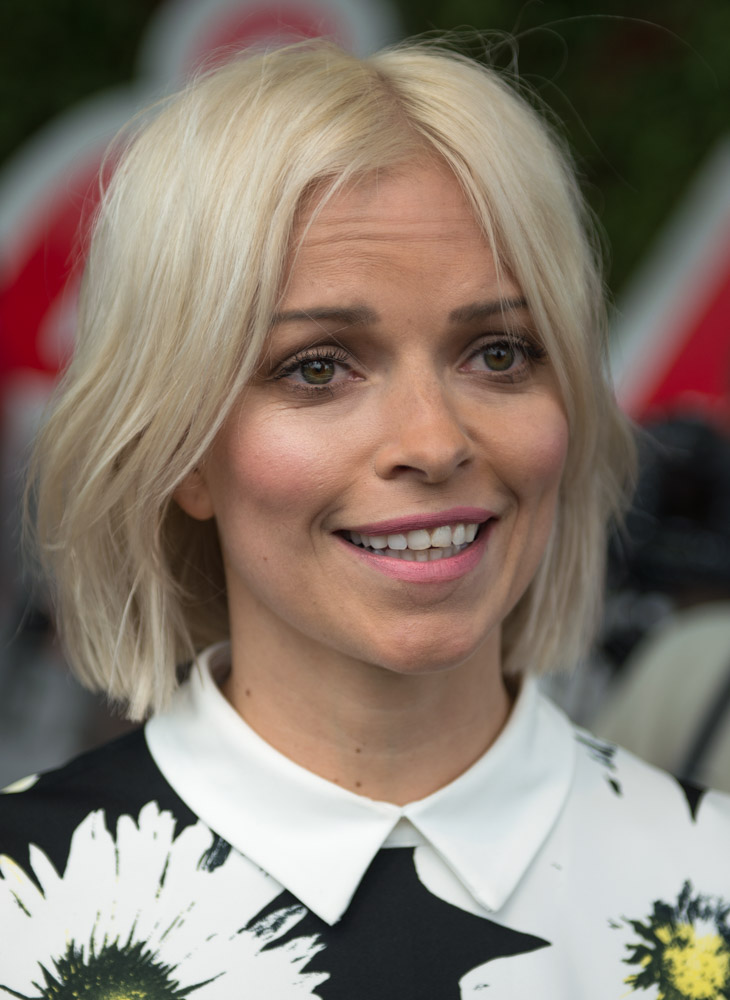
Petra Marklund auf der Bühne von Allsång på Skansen, 2015
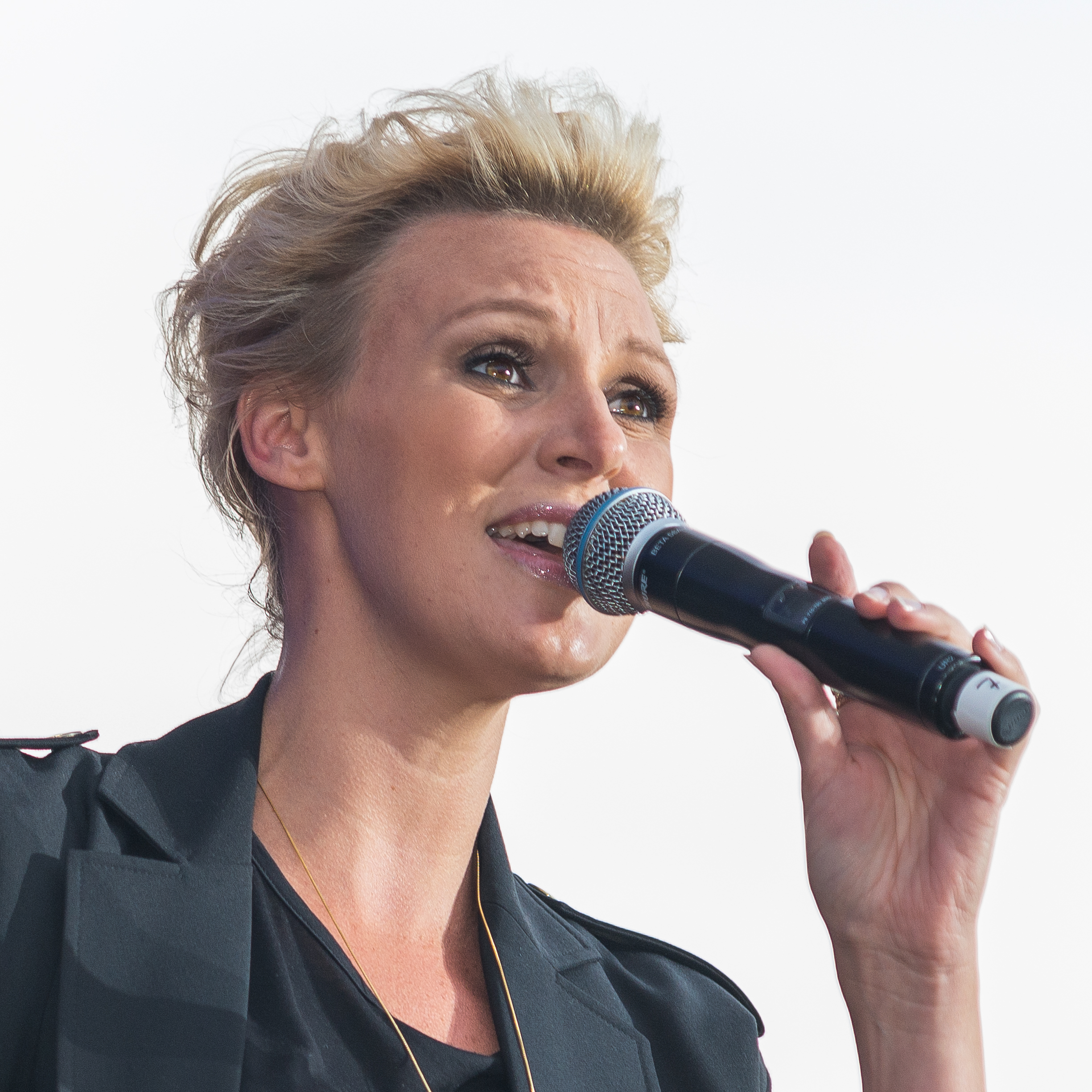
Sanna Nielsen in Skansen, 2017
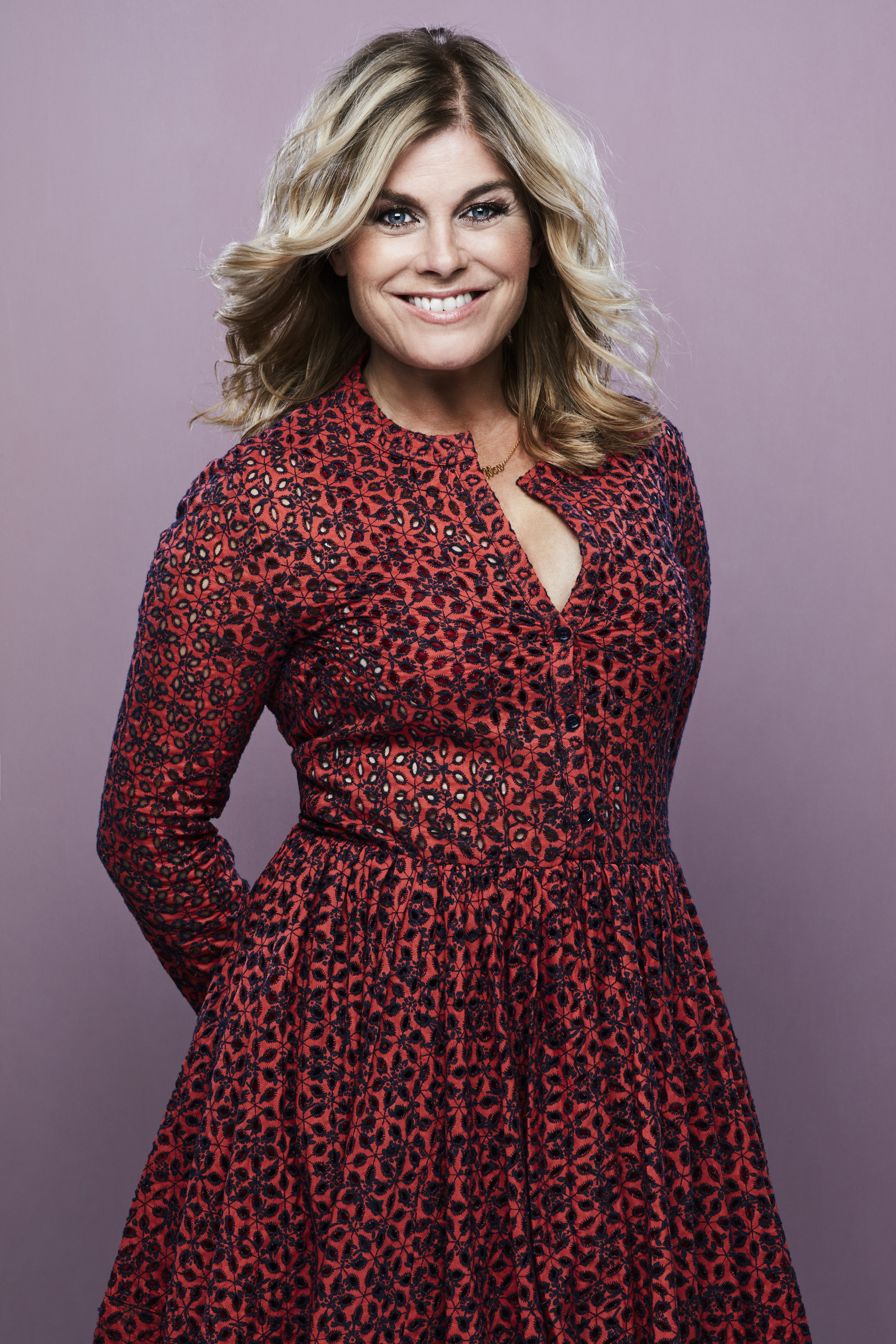
Pernilla Wahlgren (2016) moderiert seit 2023

## Mitwirkende/Gäste

### Allsångsscenen är din/er
Seit 2012 steht einem Künstler, einer Künstlerin oder einer Gruppe die Bühne der Sendung im Anschluss an die reguläre Sendezeit für eine weitere Stunde für weitere Songs (mit weiteren Gästen) zur Verfügung, wobei die ausgewählten Künstler selbst durch die Sendung führen. Die Sendung wird unter dem Titel ”Allsångsscenen är din/er” (Die Allsång-Bühne gehört dir/euch) geführt.
Folgende Künstler und Bands übernahmen dabei die Sendezeit:
- 2012 – Tomas Ledin
- 2013 – Håkan Hellström
- 2014 – Laleh
- 2015 – Alcazar
- 2016 – Orup
- 2017 – Lisa Nilsson
- 2018 – Bo Kaspers Orkester
- 2019 – Miriam Bryant[8]
- 2020 – Lena Philipsson[9]
- 2021 – Benjamin Ingrosso[10]
- 2022 – Molly Sandén[11]
- 2023 – Darin[12]

## Trivia
Am 15. August 2023, während der Finalsendung der Staffel von 2023 performte David Ritschard sein neues Lied, im Anschluss daran war das Singen eines Allsångsklassiker, gemeinsam mit dem Publikum und der Moderatorin Pernilla Wahlgren geplant. In den ersten Sekunden des Liedes kollabierte Ritschard jedoch auf der Bühne und wurde nicht mehr gezeigt. Ein Team brachte ihn im Laufe des Songs, den Wahlgren alleine performte, auf einer Trage von der Bühne. Kurze Zeit später gab Wahlgren bekannt, dass es Ritschard soweit gut gehe.